# Macrodorcas elegantula elegantula
Macrodorcas elegantula elegantula es una subespecie de coleóptero de la familia Lucanidae.

## Distribución geográfica
Habita en Java (Indonesia).